# یواس‌اس مری سنفورد (۱۸۶۲)
یواس‌اس مری سنفورد (۱۸۶۲) (به انگلیسی: USS Mary Sanford (1862)) یک کشتی بود که طول آن ۱۰۲ فوت (۳۱ متر) بود. این کشتی  در سال ۱۸۶۲ ساخته شد.